# Aeroput MMS-3
Aeroput MMS-3 je prvi srpski dvomotorni laki putnički avion trosed koga je proizvela vazduhoplovnotehnička služba Aeroputa za svoje potrebe 1935-te godine. Glavni projektant je bio vazduhoplovni inženjer Milenko Mitrović - Spirta, tehnički direktor Aeroputa.

## Razvoj
Rad na projektovanju aviona Aeroput MMS-3 je obavljen 1934. godine, projektant je bio vazduhoplovni inženjer Milenko Mitrović Spirta, po čijim inicijalima je avion dobio oznaku MMS (takav je tada bio običaj među konsrtuktorima jugoslovenskih aviona). Brojna oznaka 3 predstavlja trosedi avion zа 3 putnika. Gospodin Milenko Mitrović Spirta je tada bio tehnički direktor Aeroput-a i predložio je Upravnom odboru da na osnovu njegovog projekta, koji je u martu mesecu 1934. godine testiran u Ajfelovom aerotunelu u Parizu, Aeroput u svojoj radionici za popravku aviona napravi avion koji bi se koristio kao aviotaksi za kojim se osećala velika potreba. U toku 1935. godine napravljen je prototip koji je poleteo januara meseca 1936. godine. Probni let i testiranje aviona je izvršio pilot Vladimir Striževski šef saobraćajnih pilota Aeroputa. S obzirom da je avion pokazao dobre karakteristike već iste sezone 1936. godine uključen je u saobraćaj.

## Tehnički opis
Avion MMS-3 je dvomotorni visokokrilac, sa strukturom od drveta, trup je obložen šperom a krila sa platnom, namenjen prvenstveno za avionsko taksiranje. Imao je dva engleska radijalna 7-mo cilindrična, vazduhom hlađena, motora Pobdžoj Nijagara (engl. Pobjoy Niagara) snage 66kW (90 KS). Ove motore je karakterisala niska potrošnja goriva i veoma tih rad što je omogućilo veću udobnost putnika. Avion su pokretale dve dvokrake drvene elise fiksnog koraka. Za tadašnje vreme avion je bio neuobičajene koncepcije, umesto klasičnog trupa avion je u produžetku motora imao dva nosača repnih peraja (dvotrupac). Rezervoari za gorivom su bili smešteni u krilu između dva motora. Kabine pilota i putnika predstavljaju jednu celinu, koja se kao gondola nalazi ispod krila aviona. Kabina je imala velike prozorske površine koje su omogućavale izvanrednu preglednost kako pilotu tako i putnicima. Ovo ga je činilo izvanrednim avionom za panoramske letove. Imao je fiksni stajni trap konvencionalnog tipa, repni točak je bio smešten na zadnjem delu trupa gondole dok su glavni točkovi bili pričvršćeni sa jedne strane za trup gondole a sa druge za nosač motora. Glavni točkovi su imali aerodinamičke blatobrane. Godine 1940, MMS-3 je korišćen za testiranje kućišta sa prednjim točkom. Tokom ovog vremena inženjer Mitrović i prof. Dr. Ing. Miroslav Nenadović zajedno su radili na projektu dvomotornog lakog bombardera koji je radno nazvan Nemi, i koji je trebalo da ima sličan raspored koji se koristio u aerodinamci MMS-3, ali sa kućištem sa triciklom sa prednjim točkom. Ovaj projekat nikada nije realizovan.
Svojom pojavom avion Aeroput MMS-3, zbog svojih izvanrednih aerodinamičkih osobina, izazvao je veliko interesovanje u Francuskoj, Velikoj Britaniji, Nemačkoj i Čehoslovačkoj. Vođeni su preliminarni pregovori za prodaju licence, ali nažalost do toga nije došlo. Ostalo se samo na ovom jednom prototipskom primerku.

## Operativno korišćenje
Avion Aeroput MMS-3 je u leto 1936. godine dobio sertifikat i registrovan je pod oznakom YU-SAR. Korišćen je na saobraćajnim pravcima od Beograda ka Sarajevu, Podgorici, Skoplju, prevozio je taksi putnike, novine i poštu. Tokom leta na liniji Beograd - Podujevo - Skoplje 15.9.1936. godine avion je zbog kvara na motoru prinudno sleteo i malo je bio oštećen. Oštećenje je brzo otklonjeno tako da je avion do kraja 1937. godine imao 65 sati naleta, 1938. - 79 sati a 1939. - 102 sata. Pored toga korišćen je za obuku i trenažu saobraćajnih pilota Aeroputa. Ovaj avion je korišćen takođe za propagandne letove, vozeći na aero-mitinzima po minimalnim cenama posetioce što je doprinosilo popularizaciji vazduhoplovstva i vazdušnog saobraćaja u Jugoslaviji. Avion je imao još jednu prednost, vrlo lako su se mogla skidati putnička sedišta iz kabine i avion se pretvarao u transportni (prvi jugoslovenski cargo avion). Neposredno pred rat 1941. godine avion je uključen u trenažnu eskadrilu Jugoslovenskog kraljevskog ratnog vazduhoplovstva (JKRV), uništen je pri povlačenju na aerodromu Grab kod Trebinja (Hercegovina).
Prema drugim izvorima, u martu 1941, uoči napete međunarodne situacije oko Jugoslavije, avion MMS-3 je preuzelo Jugoslovensko kraljevsko ratno vazduhoplovstvo (JKRV) i rasporedilo ga u 603-ću Pomoćnu Eskadrilu, gde mu je zadatak bio da se koristi kao avion za vezu, razmeštanje i za kurirske potrebe.
Prema izveštajima očevidaca, nakon nemačkog napada na Jugoslaviju u aprilu 1941, avion je uništila posada na aerodromu u blizini sela Divci u Valjevskom regionu da ne bi pao u ruke neprijatelju. Milenko Mitrović Spirta (15.2.1905 Novi Sad, Srbija - 23.8.1986 Piterboro, Nju Hempšir, SAD) se 1941 godine slikao sa avionom, pre nego što ga je uništio.

## Osobine aviona Aeroput MMS-3

### Opšte karakteristike
- Motor - 2 x 66 kW (2 x 90 KS) Pobdžoj Nijagara (engl. Pobjoy Niagara),
- Elise - dvokrake,
- Razmah krila - 11,56 m,
- Površina krila - 16,00 m²,
- Dužina aviona - 7,42 m,
- Visina aviona - 2,25 m,
- Težina praznog aviona - 630 kg,
- Težina punog aviona -1.030 kg,
- Kapacitet - 3 putnika,
- Posada - 1 član.

### Performanse
- Maksimalna brzina - 235 km/h,
- Putna brzina - 215 km/h,
- Brzina penjanja - 390 m/min,
- Najveći dolet - 600 km,
- Plafon leta - 6.000 m.

## Literatura
- Јанић, Чедомир; Симишић, Јово (2007). Више од летења - Осам деценија Аеропута и ЈАТ-а. Београд. ISBN 978-86-7086-004-9.
- Јанић, Чедомир; Петровић, Огњан (2010). Век авијације у Србији 1910-2010, 225 значајних летелица. Београд: Аерокомуникације. ISBN 978-86-913973-0-2.
- JAT, -ov (2009). JAT Kalendar za 2010. godinu. Београд: JAT.
- Janić, Čedomir; Petrović, Ognjan (2011). The Century of Sport Aviation in Serbia (на језику: енглески). Beograd: Aerokomunikacije.
- Tonković, Radmila; Aeroput (drugi deo), Naša Krila br.37,2003.Beograd ISSN 0354-5121
- Крунић, Чедомир (2010). Цивилно ваздухопловство Краљевине Југославије. књига 1. Београд: Ч.Крунић. стр. 394. ISBN 978-86-901623-3-8.
- Oštrić, Šime (1991). „Transportna grupa”. Aeromagazin (на језику: (језик: српски)). Beograd: BB Soft. specijal: 29. ISSN 1450-6068.

## Spoljašnje veze
- http://www.vazduhoplovnetradicijesrbije.rs/index.php/istorija/aeroput-mms-3
- „Fotgrafija aviona MMS-3 1940-te godine tokom testiranja tricikl stajnog trapa sa prednjim točkom” (на језику: енглески). img403.imageshack.us. Архивирано из оригинала 11. 07. 2012. г. Приступљено 6. 6. 2010.
- „Komercijalni avioni u koje je ugrađivanmotor Pobdžoj Niagara” (на језику: енглески). www.flightglobal.com. Приступљено 6. 6. 2010.[мртва веза]
- „Golden Years of Aviation - Civil Aircraft Register - Yugoslavia” (на језику: енглески). www.goldenyears.ukf.net/reg_YU. Приступљено 12. 12. 2015.
- „Mitrović MMS-3:JUGOSŁAWIA, Dwusilnikowy samolot dyspozycyjny, kurierski i łącznikowy” (на језику: пољски). www.samoloty.ow.pl. Приступљено 6. 6. 2010.